# Nevěstinec (film)
Nevěstinec (v originále L'Apollonide : Souvenirs de la maison close) je francouzský hraný film z roku 2011, který režíroval Bertrand Bonello podle vlastního scénáře. Film měl světovou premiéru na filmovém festivalu v Cannes dne 16. května 2011.

## Děj
V listopadu 1899 vznikl v Paříži luxusní nevěstinec Apollonide. Vede ho Marie-France, které zdejší obyvatelky říkají Madame. Zdejší prostitutky Lea, Samira, Clotilde nebo Julie jsou zde kvůli svým dluhům.

## Obsazení
| Hafsia Herzi             | Samira          |
| Céline Salletteová       | Clotilde        |
| Jasmine Trincaová        | Julie           |
| Adèle Haenel             | Léa             |
| Alice Barnole            | Madeleine       |
| Iliana Zabeth            | Pauline         |
| Noémie Lvovsky           | Marie-France    |
| Louis-Do de Lencquesaing | Michaud, klient |
| Esther Garrel            | prostitutka     |
| Pauline Jacquard         | prostitutka     |
| Maïa Sandoz              | prostitutka     |
| Anaïs Thomas             | prostitutka     |
| Xavier Beauvois          | Jacques, klient |
| Laurent Lacotte          | klient          |
| Jacques Nolot            | Maurice, klient |

## Ocenění
- César: nejlepší kostýmy (Anaïs Romand); nominace v kategoriích nejlepší herečka ve vedlejší roli (Noémie Lvovsky), nejslibnější herečka (Adèle Haenel a Céline Sallette), nejlepší kamera (Josée Deshaies), nejlepší filmová hudba (Bertrand Bonello), nejlepší zvuk (Jean-Pierre Duret, Nicolas Moreau a Jean-Pierre Laforce), nejlepší výprava (Alain Guffroy)
- Lumières: nejlepší začínající herečka (Céline Sallette, Alice Barnole a Adèle Haenel)